# Kanton Fontaine-lès-Dijon
Fontaine-lès-Dijon is een kanton van het Franse departement Côte-d'Or. Het kanton maakt deel uit van het arrondissement Dijon.

## Gemeenten
Het kanton Fontaine-lès-Dijon omvatte tot 2014 de volgende 13 gemeenten:
- Ahuy
- Asnières-lès-Dijon
- Bellefond
- Daix
- Darois
- Étaules
- Fontaine-lès-Dijon (hoofdplaats)
- Hauteville-lès-Dijon
- Messigny-et-Vantoux
- Norges-la-Ville
- Plombières-lès-Dijon
- Savigny-le-Sec
- Talant

Na de herindeling van de kantons bij decreet van 18 februari 2014, met uitwerking op 22 maart 2015, zijn dat: 
- Ahuy
- Asnières-lès-Dijon
- Bellefond
- Bligny-le-Sec
- Bretigny
- Brognon
- Champagny
- Clénay
- Curtil-Saint-Seine
- Daix
- Darois
- Étaules
- Flacey
- Fontaine-lès-Dijon
- Hauteville-lès-Dijon
- Messigny-et-Vantoux
- Norges-la-Ville
- Orgeux
- Panges
- Prenois
- Ruffey-lès-Echirey
- Saint-Julien
- Saint-Martin-du-Mont
- Saint-Seine-l'Abbaye
- Saussy
- Savigny-le-Sec
- Trouhaut
- Turcey
- Val-Suzon
- Villotte-Saint-Seine